# Symphonie no 5 de Piston
Pour les articles homonymes, voir Symphonie no 5.
La Symphonie no 5 a été écrite par Walter Piston en 1954.

## Historique
La cinquième symphonie de Piston a été commandée par la Juilliard School à l'occasion de son 50e anniversaire. Elle a été terminée en 1954, mais créée seulement le 24 février 1956 par le Juilliard Orchestra, conduit par Jean Morel. Le programme comprenait aussi les créations d'œuvres de Peter Mennin, Lukas Foss, Milton Babbitt, Irving Fine, Ross Lee Finney, et William Schuman.

## Structure
L'œuvre est en trois mouvements :
1. Lento—Allegro con spirito
2. Adagio
3. Allegro lieto

L'œuvre dure environ 21 minutes.
Le premier mouvement est de forme sonate allegro, avec une introduction Lento, qui réapparait à la fin sous forme variée comme une coda. Le mouvement lent commence par une série de douze sons, dont les intervalles sont liés à des motifs du premier mouvement. Le thème principal de l'Adagio est également lié aux intervalles de cette série, mais il est plus diatonique dans sa construction. Le mouvement est en forme de variations, mais les variations sont continues plutôt que par sections, et sont introduites successivement par la clarinette, les cordes divisées et le tuba. Le finale est un rondo, et est le plus diatonique des trois mouvements. Comme d'habitude avec les finales de Piston, il est très rythmé. L'impression d'une couleur très « américaine » est produite dans ce mouvement par une impression d'espace dans les mélodies et les textures. Le thème principal, en ut majeur, s'étend sur plus de deux octaves en quartes irrégulières, et le thème secondaire est marqué par des syncopes désinvoltes. Ces tournures jazzy évoquent des chansons de cabaret de Broadway. Leur traitement par Piston est en même temps plein d'esprit et daté. Les trois mouvements ne forment pas un ensemble symphonique aussi satisfaisant que ce que l'on trouve dans les quatrième et sixième symphonies.